# Nagapańćami

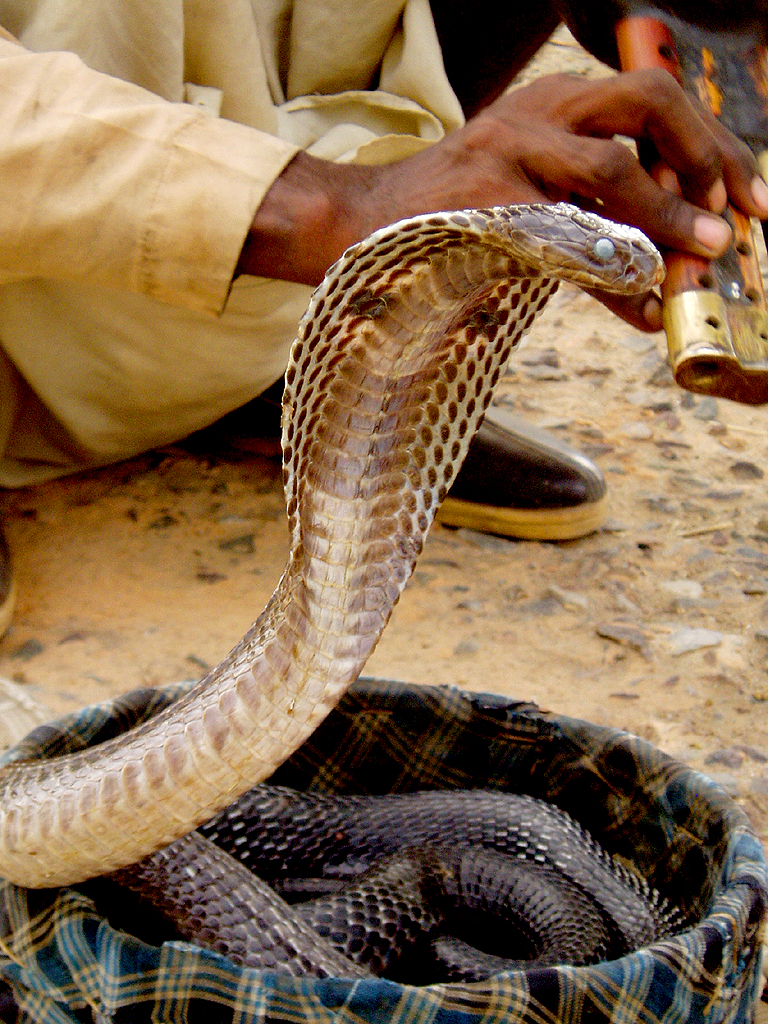
Kobra podczas nagapanćami

Nagapańćami (sanskryt: नाग पंचमी, trl. nāgapancamī, ang. Nag Panchami) – święto hinduskie obchodzone piątego dnia (stąd „pańćami”) miesiąca śrawana podczas pełni Księżyca. Głównym elementem jest kult węży, zwłaszcza kobr (naga) hodowanych przy świątyniach.

## Ofiary
Obowiązki podczas nagapańćami opisują Gryhjasutry.
Po całodniowym poście wierni udają się wieczorem do świątyni, składają cześć kobrom i ofiarują im mleko.
Najważniejszym obrzedem jest sarpabali, ofiara kulek bali z maki jęczmiennej
składana na terenie miejscowości po stronie wschodniej.

## Mitologia
Święto jest związane z podaniem o pokonaniu przez Krysznę węża Kalia.